# Wasserpolen

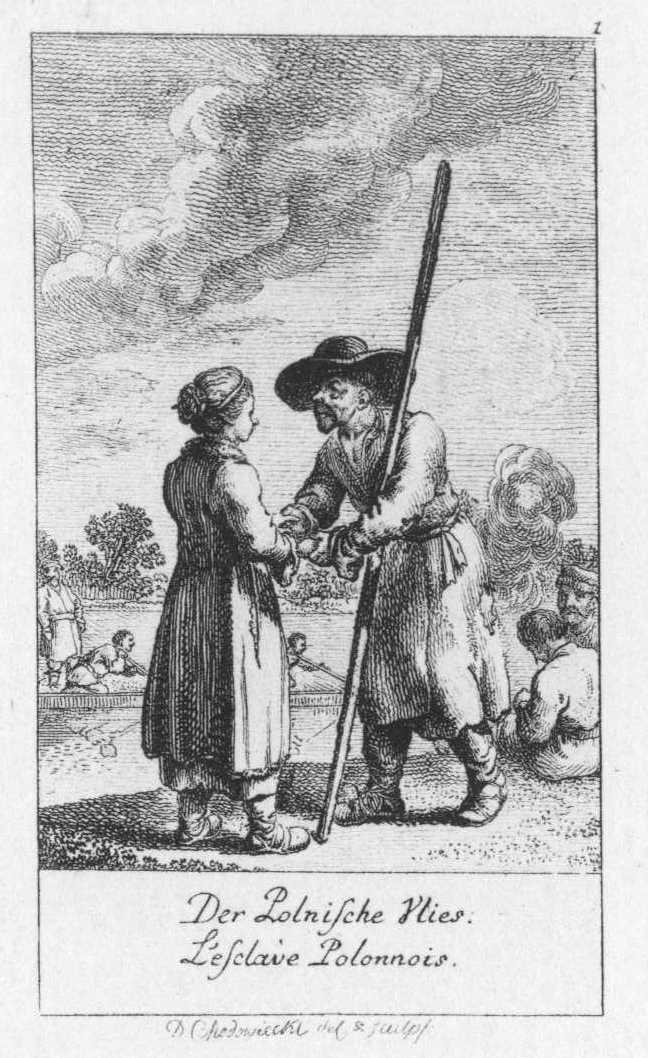
„Polski flisak” – rycina Daniela Chodowieckiego zamieszczona w książce wydanej w Berlinie w 1885

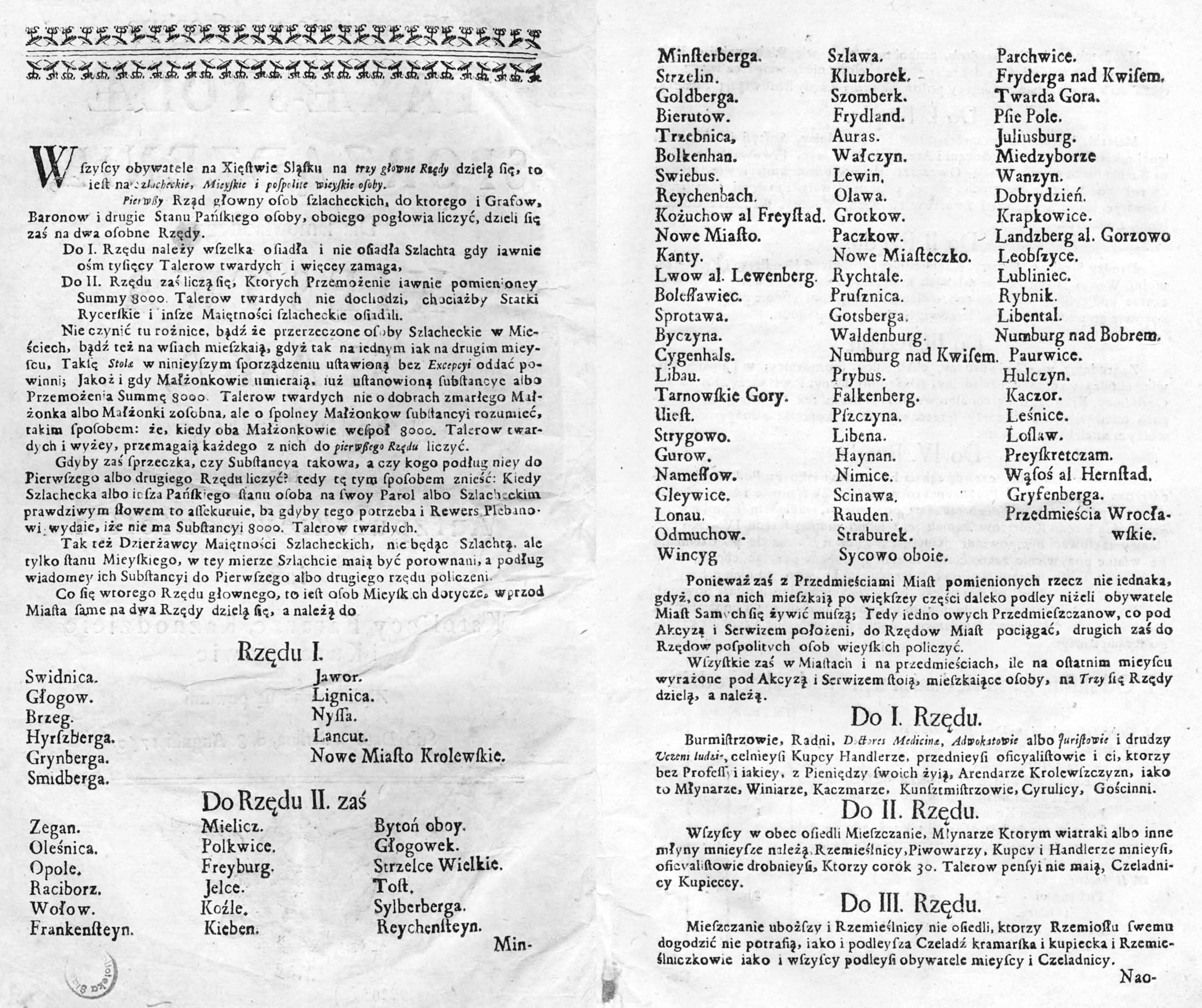
Nazwy śląskich miejscowości w urzędowym pruskim dokumencie z 1750 roku wydanym w języku polskim w Berlinie.

Mapa obszarów polskojęzycznych (na zielono) i niemieckojęzycznych (na pomarańczowo), na podstawie niemieckiego spisu ludności z 1910 r.

Wasserpolen lub Wasserpolacken („Rozwodnieni Polacy”, cz. Vasrpoláci) – niemiecki termin pierwotnie stosowany przez Prusaków na określenie ludności polskojęzycznej zamieszkującej Dolny Śląsk oraz Górny Śląsk. Później używany także przez Niemców wobec ogółu ludności mieszkającej na pograniczu niemiecko-polskim na terenie Śląska, Warmii, Mazur i Kaszub.

## Historia
Określenia po raz pierwszy zaczęli używać Prusacy wobec ludności polskiej mieszkającej na Dolnym Śląsku. Wasserpolami nazywał również swoich rodaków na Śląsku proboszcz kluczborski Adam Gdacjusz. W wyniku trzech wojen śląskich wygranych przez Prusy z Austrią w roku 1763 tereny Śląska zostały włączone w granice Prus. Pierwotnie niemiecka nazwa „Wasserpolacken” („wodni Polacy”) odnosiła się do polskojęzycznych mieszkańców Dolnego Śląska, którzy zajmowali się rybołówstwem oraz flisactwem, w XVII w. do ludności posługującej się gwarą górnośląską.
Historycy pruscy relacjonując działania wojenne na Śląsku jakie miały miejsce w okresie napoleońskim używają terminu wasserpolnisch opisując także liczne dezercje Ślązaków z armii pruskiej oraz działalność dywersyjną ze strony „polnische, unzuverlässige Mannschaft”. Niemiecki historyk Friedrich Christoph Förster używa tego określenia na oznaczenie Górnoślązaków, o których pisze, że głodni i obdarci tkacze, „verschnappste Wasserpolacken" nie chcieli służyć w armii pruskiej i dlatego zaciągi na Śląsku przebiegały słabo. Napisał także, że rekruci uciekali od branki zwłaszcza na Śląsku Górnym, a w rejonach Namysłowa i Oleśnicy wybuchały z tego powodu zamieszki i strajki rolne. Niemiecka ludność nazywała autochtonicznych Polaków mieszkających na Dolnym Śląsku Wasserpolen. W 1852 roku jeden z niemieckich publicystów opisał okolicznych chłopów z podwrocławskich wsi, którzy przyjeżdżali handlować na wrocławskim rynku płodami rolnymi i innymi surowcami: „Są to głównie Wasserpolacken, którzy na trzęsących się wózkach przywożą deski, drzewo, węgiel i zboże”.
W późniejszym okresie nazwę tę rozciągnięto na inne grupy w strefie pogranicza niemiecko-polskiego: Górnoślązaków, Mazurów oraz Kaszubów.
Dnia 25 listopada 1939 r. w Urzędzie do Spraw Polityki Rasowej NSDAP powstał memoriał Erharda Wetzela i Günthera Hechta „Traktowanie ludności byłych obszarów Polski z punktu widzenia polityki rasowej”, poruszający sposób traktowania ludności na terenach II RP wcielonych do III Rzeszy, w którym terminem Wasserpolen określeni są zarówno Kaszubi, Mazurzy, jak i Ślązacy.